# Нест (река)
Нест (фр. Neste) је река у Француској. Дуга је 73 km. Улива се у Гарону. 